# برد الن
برد اَلن (انگلیسی: Brad Allan؛ زادهٔ ۱۴ فوریهٔ ۱۹۷۳) بازیگر، بدل‌کار، رزمی‌کار، طراح و کارگردانِ صحنه‌های اَکشن اهل استرالیا بود. وی از سال ۱۹۹۴ میلادی تا ۲۰۲۱ مشغول فعالیت بود.
او در دوره های آموزشی ژیمناستیک و ووشو از هم‌دوره‌های جت لی بود و بعدها یکی از اعضای تیم بدل‌کاری جکی چان شد. او عضو تیم ملی استرالیا در چهارمین مسابقات قهرمانی ووشو جهان در رم، در نوامبر ۱۹۹۷ بود.
وی برندهٔ جوایز گوناگونی چون «جایزهٔ جهانی بدل‌کاران» و جایزه انجمن بازیگران فیلم شده‌است.
از فیلم‌های او می‌توان به پلیس‌های جن-ایکس و جکی چان: بدل‌کاران من اشاره کرد.